# Referèndum sobre la sobirania d'Irlanda del Nord del 1973
El Referèndum sobre la sobirania d'Irlanda del Nord del 1973 (també conegut com la Consulta de la frontera, en anglès Border Poll) fou un referèndum celebrat a Irlanda del Nord el 8 de març del 1973 sobre si Irlanda del Nord hauria de romandre com a part del Regne Unit o bé s'hauria d'unir a la República d'Irlanda per tal de formar una Irlanda Unida. Fou el primer cop que se celebrava un referèndum important en una regió del Regne Unit

## Suport dels partits
El partits unionistes varen donar suport a l'opció "Regne Unit", com ara el Partit Laborista d'Irlanda del Nord i el Partit de l'Aliança d'Irlanda del Nord. No obstant això, el Partit de l'Aliança fou també crític amb la consulta. Per bé que donava suport a la celebració de plebiscits periòdics sobre el lligam constitucional amb la Gran Bretanya, el partit el partit considerava que per evitar que la consulta de la frontera acabés convertint-se en un "recompte sectari", hauria de fer altres preguntes pertinents, com ara si la gent donava suport Llibre Blanc del Regne Unit sobre Irlanda del Nord.
El 23 de gener del 1973, el Partit Socialdemòcrata i Laborista (SDLP, per les seves sigles en anglès) va fer una crida als seus membres "a ignorar completament el referèndum i a rebutjar aquesta extremament irresponsable decisió del govern britànic." Gerry Fitt, líder de l'SDLP, va dir que havia organitzat un boicot per aturar una escalada de la violència.
Les autoritats civils estaven preparades per a aldarulls violents el dia de la consulta. Havien posat taules de votació mòbils que podien ser utilitzades si es produïa cap mena de dany per bomba als edificis electorals prèviament triats. Dos dies abans del referèndum, un soldat britànic, Anton Brown, del Segon Batalló dels Coldstream Guards, fou tirotejat i mort a Belfast quan l'exèrcit buscava armes i explosius que poguessin ser utilitzats per interrompre el proper referèndum.

## Resultats

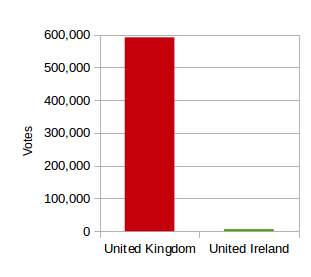
Resultat del referèndum

Els electors s'havien de pronunciar sobre la següent pregunta:
1. "Vol que Irlanda del Nord continuï formant part del Regne Unit ?"[5]
o
2. "Vol que Irlanda del Nord s'uneixi a la República d'Irlanda fora del Regne Unit ?"[6]

| Tria       | Vot     | Percentatge |
| ---------- | ------- | ----------- |
| Proposta 1 | 591,820 | 98,9%       |
| Proposta 2 | 6,463   | 1,1%        |

- Electorat: 1,030,084 (el 1973)
- Vots totals: 604,256 (58,66% de l'electorat)
- Vots vàlids: 598,283 (99,01% dels vots totals)
- Vots nuls: 5,973 (0,99% dels vots totals)
- Abstenció: 425,828 (41,34% de l'electorat)

El resultat de la votació fou una aclaparadora majoria de votants que indicaven el seu desig de romandre al Regne Unit. El boicot nacionalista va contribuir a una participació de només el 58,7% de l'electorat. A més d'obtenir la majoria dels vots emesos, l'opció Regne Unit va rebre el suport del 57,5% de l'electorat total. Segons la BBC, menys de l'1% de la població catòlica va anar a votar.

## Reaccions
El Govern del Regne Unit no va prendre mesures en rebre el resultat del referèndum, ja que el resultat va ser favorable a l'statu quo (continuïtat d'Irlanda del Nord dins del Regne Unit). A continuació van tenir lloc l'elecció de l'Assemblea el 28 de juny de 1973.
Brian Faulkner, primer ministre d'Irlanda del Nord va afirmar que el resultat feia palès "en la ment de qualsevol quins eren, sens dubte, els desitjos de la gent d'Ulster. Malgrat un intent de boicot per part d'alguns, gairebé 600.000 electors van votar pel manteniment de la unió amb Gran Bretanya". També va afirmar que la consulta mostrava que "una quarta part de la població catòlica (d'Irlanda del Nord) que va votar ... ho va fer a favor del manteniment de la unió", i que el resultat era un "cop...contra la mitologia de l'IRA".